# Eunogyra satyrus
Eunogyra satyrus is een vlindersoort uit de familie van de prachtvlinders (Riodinidae), onderfamilie Riodininae.
Eunogyra satyrus werd in 1851 beschreven door Westwood.